# 洪思婕
洪思婕（HUNG Shih-Chieh，1986年8月31日—），台灣女子羽球選手。

## 簡歷
2008年，洪思婕夥拍張馨云在美國羽毛球大獎賽的女子雙打項目決賽中，擊敗隊友楊佳臻/蔡佩玲，贏得冠軍 。
2010年11月，洪思婕代表中華台北出戰廣州亞運會，參加羽毛球比賽的女子雙打及女子團體項目。

## 主要比賽成績
只列出曾進入準決賽的國際賽事成績：
| 年份   | 賽事             | 公開賽級別 | 項目     | 拍檔   | 成績   |
| ------ | ---------------- | ---------- | -------- | ------ | ------ |
| 2008年 | 美國羽毛球大獎賽 | 大獎賽     | 女子單打 | －     | 準決賽 |
| 2008年 | 美國羽毛球大獎賽 | 大獎賽     | 女子雙打 | 張麗瑩 | 冠軍   |

| 2007-2017年 | 首要超級賽 | 超級賽 | 黃金大獎賽 | 大獎賽 | 國際挑戰賽 | 國際系列賽 | 未來系列賽 | 其他 |

| 2018-2026年 | 總決賽 | 超級1000賽 | 超級750賽 | 超級500賽 | 超級300賽 | 超級100賽 | 國際挑戰賽 | 國際系列賽 | 未來系列賽 | 其他 |